# 新田町 (瀬戸市)
新田町（しんでんちょう）は、愛知県瀬戸市菱野連区の町名。丁番を持たない単独町名である。

## 地理
- 瀬戸市の南西部に位置する[8]。西を羽根町、北を幡山町・東菱野町、東を弁天町、南を幡中町と隣接している[8]。
- 水田地帯[8]。南部は標高90〜110mの丘陵地帯が続き、山麓に沿って旧山口名古屋道と古い集落がある[8]。

### 河川
- 矢田川（山口川）[8] ： 町の北端、東菱野町・幡山町との町境を西流している。
- 弁天川（矢田川支流）[8] ： 町の東端、弁天町との町境を北流し、北東端で矢田川に注ぎ込んでいる。

- 矢田川（新田町・幡山町境）

### 学区
市立小・中学校に通う場合、学区は以下の通りとなる。また、公立高等学校普通科に通う場合の学区は以下の通りとなる。
| 番・番地等 | 小学校               | 中学校             | 高等学校 |
| ---------- | -------------------- | ------------------ | -------- |
| 全域       | 瀬戸市立幡山西小学校 | 瀬戸市立幡山中学校 | 尾張学区 |

## 歴史

### 町名の由来
昔、この地は荒地であったが、農家の次男、三男らの分家が開墾して、田畑を作ったところから新田と呼ばれるようになったといわれる。

### 沿革
- 1979年（昭和54年）12月1日 - 瀬戸市大字菱野字福古・城下・西脇・前田・羽根島・諸砂・新田・山之神・大洞・大草洞の各一部により、同市新田町として成立[2]。

## 世帯数と人口
2024年（令和6年）2月1日現在の世帯数と人口は以下の通りである。
| 町丁   | 世帯数 | 人口  |
| ------ | ------ | ----- |
| 新田町 | 70世帯 | 159人 |

### 人口の変遷
国勢調査による人口の推移
| 1995年（平成7年）  | 171人 | [ 12 ] |  |
| 2000年（平成12年） | 188人 | [ 13 ] |  |
| 2005年（平成17年） | 194人 | [ 14 ] |  |
| 2010年（平成22年） | 184人 | [ 15 ] |  |
| 2015年（平成27年） | 179人 | [ 16 ] |  |
| 2020年（令和2年）  | 166人 | [ 17 ] |  |

### 世帯数の変遷
国勢調査による世帯数の推移。
| 1995年（平成7年）  | 48世帯 | [ 12 ] |  |
| 2000年（平成12年） | 53世帯 | [ 13 ] |  |
| 2005年（平成17年） | 57世帯 | [ 14 ] |  |
| 2010年（平成22年） | 57世帯 | [ 15 ] |  |
| 2015年（平成27年） | 65世帯 | [ 16 ] |  |
| 2020年（令和2年）  | 62世帯 | [ 17 ] |  |

## 交通

### 鉄道
町内に鉄道は走っていない。最寄り駅は愛知環状鉄道・愛知環状鉄道線瀬戸口駅になる。

### バス
瀬戸市コミュニティバス「本地線」
- 陶生病院 - 瀬戸口駅 - 愛知医大 系統 ： 新田町バス停

### 道路
町内に国道・県道は通っていない。

## 施設
- 癒やしのごえん ： 心と身体をスッキリ癒やせる整体と足つぼほぐしの店[18]。

## その他

### 日本郵便
- 郵便番号 : 489-0949[6]（集配局：瀬戸郵便局[19]）。